# Urocissa xanthomelana
Urocissa xanthomelana, är en fågelart i familjen kråkfåglar inom ordningen tättingar. Den betraktas oftast som underart till Urocissa whiteheadi, men urskiljs sedan 2016 som egen art av Birdlife International och IUCN.
Fågeln förekommer i bergstrakter från södra Kina till centrala Laos och norra Vietnam. Den kategoriseras av IUCN som nära hotad.